# Clémence Thioly
Clémence Thioly, née le 25 juillet 1987,,, à Sèvres, est une actrice, scénariste et adaptatrice française.

## Biographie
Clémence Thioly s'est formée à l'art dramatique à l'école parisienne des Enfants terribles, puis au Studio d'Asnières. Elle tourne pour la première fois pour le court-métrage Bien dit de Zabou Breitman et fait partie des Jeunes Talents au festival de Cannes 2003. Dès ses dix-huit ans, elle s'essaie à l'adaptation théâtrale et à la mise en scène en s'inspirant du Frigo de Copi pour créer Anna et le rat.
Parallèlement, Clémence Thioly s'illustre dans de nombreux rôles à la télévision, que ce soit dans des téléfilms ou des séries télévisées,  Cherif, Interventions, 10%…
En 2013 le premier rôle éponyme de Colette, un film international du réalisateur tchèque Milan Cieslar dans lequel elle joue en anglais. Adapté d'une nouvelle d'Arnošt Lustig. Elle apparaît la même année sur les écrans français dans Les Garçons et Guillaume, à table ! de Guillaume Gallienne.
Elle est actuellement la  compagne de Julien Boisselier avec qui elle a un fils, Louis, né en 2015.

## Filmographie

### Cinéma

#### Courts métrages
- 2003 : Bien dit de Zabou Breitman
- 2004 : L'ultima notte de Mathieu Gaez
- 2007 : Nos noces d'Anthony Sabet
- 2009 : La Banque de Nicolas Houres

#### Longs métrages
- 2008 : L'Ennemi public nº 1 de Jean-François Richet : Princesse Christiane
- 2011 : Voir la mer de Patrice Leconte : l'ex de Clément
- 2012 : Le Bruit des glaçons de Bertrand Blier : la femme du couple visiteur
- 2013 : Colette de Milan Cieslar : Colette
- 2013 : Les Garçons et Guillaume, à table ! de Guillaume Gallienne : Amandine
- 2015 : Vicky de Denis Imbert : Alice Perron
- 2017 : M. & Mme Adelman de Nicolas Bedos

### Télévision
- 2006 : La Volière aux enfants, téléfilm de Olivier Guignard :  La mère d'Eugène
- 2009 : Les Associés, téléfilm de Alain Berliner : Annie
- 2009 : Camus, téléfilm de Laurent Jaoui : la comédienne
- 2009 : Brigade Navarro - saison 2, épisode 3 : Fantôme (série télévisée) : Audrey Vaurie
- 2010 : La Peau de chagrin, téléfilm de Alain Berliner : Aglaé
- 2011 : Julie Lescaut (série TV) - saison 20, épisode 4 :  Faux coupable de Thierry Petit : Natasha Villard
- 2011 : Section de recherches - saison 5, épisode 5 : Sauveteurs (série TV) : Ingrid
- 2012 : La Méthode Claire (2 épisodes) : Audrey Cassini
- 2013 : RIS police scientifique - saison 8, épisode 2 : Londres/Paris (série TV) : Julie Dumas
- 2013 - 2015 : Cherif  (série TV) : Stéphanie Giraud (18 épisodes)
- 2013 : À corde tendue, téléfilm de Pierre-Antoine Hiroz : Raphaëlle
- 2014 : Alice Nevers, téléfilm d'Eric Leroux
- 2014 : Interventions (série de TF1) : Roxanne
- 2014 : Meurtres à Guérande d'Éric Duret : Barbara Pasquier
- 2014 : Trois sœurs, téléfilm d'Anne Giafferi
- 2015 : Dix pour cent (saison 1 épisode 2) : la fille rock / la fille qui chat sur le net.
- 2016 : Section de recherches (série télévisée, S10E09 Cocoon) : Karen Pastoré
- 2017 : Joséphine, ange gardien : T'es qi toi ? (saison 17 épisode 4) : Julie
- 2017 : Dix pour cent (saison 2 épisode 2) : jolie brune
- 2021 : À mon tour de Frédéric Berthe : Inès Bertrand
- 2022 : Visitors (série) de Simon Astier : Flora

## Doublage

### Téléfilms
- 2018 : Sauver une vie pour Noël : Rosa (Micheline Marchildon)
- 2018 : Noël au Majestic : Vera Darnell (Stephanie Breton)
- 2018 : Mon fils, harcelé jusqu'à la mort : Tracy Howe (Courtney Dietz)
- 2018 : La mort t'ira si bien... : Wendy (Hannah Levien)

### Séries télévisées
- 2025 : Cassandra : Kathleen (Neshe Demir (de))

### Séries d'animation
- 2021 : Tom et Jerry à New York : voix additionnelles
- depuis 2022 : Beavis et Butt-Head : voix additionnelles

## Théâtre

### Comédienne
- 2002 : Mesure pour mesure de William Shakespeare, mise en scène de Béatrice Brout
- 2005 : Anna et le rat, mise en scène par elle-même
- 2006 : Mœurs et marchands de bruit, mise en scène de J.-P. Dumas
- 2007 : L’Écuyer de lumière, mise en scène de Sylvie Ferro
- 2009 : François Baucher, mise en scène de Sylvie Ferro
- 2010 : Dracula, mise en scène de Sylvie Ferro
- 2010 : Heureux qui comme Ulysse, mise en scène d'Ismaël Saidi
- 2011 : Une comédie romantique, mise en scène de Christophe Lidon
- 2022 : Brexit sentimental de Michael Sadler, mise en scène Christophe Lidon, Centre national de création d'Orléans

### Metteuse en scène
- 2005 : Anna et le rat